# 川本真琴
川本 真琴（かわもと まこと、女性、1974年（昭和49年）1月19日 - ）は、日本のシンガーソングライター。本名は川本 和代（かわもと かずよ）。福井県福井市出身。仁愛女子高等学校音楽科ピアノ科、仁愛女子短期大学音楽科ピアノ科卒業。血液型はO型。独身。デビュー直前から東京都で活動中。1990年代、メジャーでミリオンセラーを叩き出すような高い人気を誇っていたが、売り出し方と本来のパーソナリティとの乖離が問題となってインディーズに移行し、21世紀に入ってからはマイペースに様々な企画を打ち出しながら活動を続けている。

## 概要
J-POPにおいてギター系女子というスタイルの起源になった人物である。1996年、ソニーレコードより岡村靖幸が作曲・編曲・プロデュースを手掛けたシングル『愛の才能』でメジャーデビュー。キュートでスピード感のある独特の歌い方と個性の強いソングライティングでヒットシングルを連発（代表曲は『1/2』『DNA』『桜』など）。デビューアルバム『川本真琴』はミリオンセラーとなり、第39回日本レコード大賞で「ベストアルバム賞」を受賞した。1stアルバムの爆発的な売れ行きに反して、作品のリリース間隔は非常に長く、1999年頃には一般層からは半ば忘れ去られているような状態にあった。全ての活動を通して『るろうに剣心』とのタイアップ曲『1/2』が最大のヒット曲となっており、川本を知らない者も『1/2』だけは覚えている事がある。
2000年代初頭よりプライベートオフィスを設立し、メジャー/インディーにとらわれない活動で自由に作品を発表し続ける日本の女性シンガーソングライターとしては珍しい存在。近年はmabanua、佐内正史、神聖かまってちゃん、住所不定無職、澤部渡（スカート）、三輪二郎らとのコラボレイト作品や竹達彩奈、ぱいぱいでか美、嶽本野ばら、峯岸みなみへの楽曲提供、マヒトゥ・ザ・ピーポー、マーライオン、大森靖子らとの共演、さまざまなフェスへの出演、絵本の原作、CMソングの歌唱など幅広いジャンルで活動を続けている。但し、宣伝の規模が小さいためか、こうした活動はかつてのように表立って知られているわけではない。
もともとはレベッカやガールズ・バンドのような音楽性であり、もっと女の子っぽい感じの曲をやっていたが、ソニーでは“中性的な女の子”というのがテーマとなっていた。そして最初はオリジナル曲でデビューする予定だったのが、ディレクターが変わり、同時に企画も変わって他人の曲でデビューすることになった。そこで川本本人の希望により、岡村靖幸プロデュースでデビューという話になった。
レーベルのプロジェクトによって先行して本来の自分とは異なるキャラクターに人気が出てしまったが、自身ではもっと素の自分を出していったほうが長く愛されるアーティストになれる気がしていた。内心、「モテキャラは一般的には万人に好かれるが、みんながそれを本当に好きかどうかはわからない」「カワイ子ちゃんキャラのおかげで男性のファンの方が多いが実際の自分はそうではないので、むしろそうではない部分を出していかないと女の子はついてこないし共感されない」「この感じでやっていたら先は短いだろう」などと思っていた。
ミリオンセラーを出して商業的な成功をおさめても本人はどんどん孤独になり、うれしさや現実感は全くなかった。実際の自分と「川本真琴」のキャラはさらにかけ離れていき、みんなが見ているのは自分の作った虚像で、親まで「真琴さん」と呼んで誰も実際の自分のことを見てくれないという状況がつらく、当時は毎日暗い気持ちだった。
もっと歌に自分を反映させたいと思い、会社の人間と戦ったこともあって途中から若干自分寄りの方向性にはなった。会社の方も、次にどうやって売り出せばいいのかわからなくなっていたのと、無理が祟って川本が体調を崩したことで、本人に任せてみようということになった。しかし、依然として企画の力の方が強かった。
メジャーレーベルをやめようと思った最も大きな理由は、部署の変更などで会社自体が変わって行ったため。川本の担当ディレクターが辞めることになり、それなら自分が残っていてもと思い、辞めることにした。その際に他のメジャーレーベルへ移籍することは考えておらず、当時インディーズ文化が盛り上がっているように見えたので、自主制作という方向に進んでみようと思っていた。しかしインディーズでの流通のことなど何も知らず、知り合いもほとんどいない状態だったため、どうやってCDを出していいのかわからないまま、曲だけ作りながら8年ほどが過ぎてしまった。My Best! Recordsに入って担当者がついてからはようやく作品作りに専念出来るようになり、リリースやライブの数も順調に増えていった。
2000年代半ばの独立当時、世間では「川本真琴」の名義を使えなくなった、あるいは何らかの契約上の縛りがあったとのうわさが流れていたが、その後、本人は否定している。
デビュー20周年となる2016年、ひさびさにメジャーレーベルの日本コロムビアから作品をリリース。またデビュー20周年を記念して制作された短編映画で42歳にして女優デビューを果たす。

## 音楽
ソニー時代の過度にBPM（曲のスピード）が早くて歌詞を大量に詰め込んだ言葉数の多い曲は、あまり当時の精神状態を反映していない（本人いわく、「歌詞には自分の半分くらいしか出ていない」）。企画がしっかりしていたので、気持ちが暗い時だから暗い曲になるというようなことはなかった。近年の曲は逆にその時の気分を反映している。
作詞に関して真面目に考えるようになったのはメジャー時代から。デビュー前から作詞はやっていたが、どちらかというと曲のほうを大事に思っていて歌詞にはあまり興味がなく、ただ付いていればいいという感覚だった。しかしデビューしてからはたくさんの人に自分の曲が届いているからこそ歌詞の重みを考えるようになり、いろいろな本を読むなど言葉に対してすごく興味を持つようになった。
自分では「表に出る人間ではなく製作者」だと思っている。
「ギターを持って歌う人」というイメージが強いが、もともとはピアノをやっていた人間だったのでギターはデビューの際にプロモーションビデオ用に必死で弾く練習をした。それがなければ絶対にギターは弾いていないタイプであり、いまだにコードくらいしか弾けない。
寡作で継続的な音楽制作やレコーディングを苦手とする。メジャー時代は体調を崩すほど悩んでいたが、自主制作のために出来たら出すというのが基本のインディーズでは特に締め切りというものがなく、それが川本には合っていた。
インディーズになってからの作品はかつてのヒット曲のような隙が無い感じではなくなり、スローナンバーはもちろんアップテンポでも遊びがある作風が多くなり、より本人の世界に近づいた。
1stシングル『愛の才能』は岡村靖幸が作曲・編曲・プロデュースした。川本自身が岡村のファンだったこともあるが、一方で岡村靖幸色の濃い「愛の才能」で川本は作詞・歌唱だったことと、メディアなどで見せる美貌と独特のキャラクターから、デビューからしばらくの一番大事な期間を、アイドルに近い扱いしかされなかった。
2ndシングル『DNA』からは作詞作曲を川本自身が手掛け、プロデュースは1stシングルのカップリング曲『早退』でタッグを組んだ石川鉄男が行うことになり、このタッグは7thシングル『FRAGILE』のカップリング曲『トラブルバス』まで続いた。シンガーソングライターとしての本来の個性をより前面に押し出すようになった。
デビュー当初の「川本真琴」の一番の特徴には、「独特な言語感覚」が挙げられる。難しい言葉や言い回しを使っている訳ではないが、一聴ですべてを理解することは難しい。しかし、早口でリズムを作り一度に歌いきることで、ラップにも通じる、彼女独自のヴォーカルスタイルを確立した。上記は初期の川本真琴の特徴的なスタイルであるが、近年発表される作品ではシンガーとして「歌唱の上手さ」を魅せるナンバーと、デビュー当時を彷彿とさせるナンバーを織り交ぜて発表するなど、多種多様な魅力をファンに披露している。
メジャー契約中も、当時の音楽シーンとしては珍しく、スローペースなリリースを行っていたのも彼女の特徴である。これには、上に記した彼女の音楽活動へのスタンスに加え、1998年に行われた2ndツアー（川本真琴 "恋してる"ツアー 1998）の後、多忙なスケジュールから体調を崩し帰郷し、音楽活動からのリタイアを検討することなども要因の一つであった。

## 別名義・グループ
タイガーフェイクファ/川本真琴 feat. TIGER FAKE FUR
「タイガーフェイクファ」は、メジャー契約解除後にインディーズのイベントなどに出演するために作られた名義。当初は「タイガーカーペット」という名称であったが、『寅が死んでいるようで可哀想』ということで「タイガーフェイクファ」となった。タイガーを使用する理由は自らが「寅年」生まれということである。2006年1月からの数年間別名義や別のユニットで活動したのは当時の事務所移籍などにより「川本真琴」名義の活動が難しい状況に置かれていたのが原因といううわさを10年近くたってから否定している。Twitterにおける本人の投稿によると「いまでも元事務所さんとはとーっても仲良しだし、すごく気を使っていただいてます」「タイガーフェイクファ名義は、バンド名っぽくしたいだけだし（コーネリアスみたいな）」とのことである。その後、インディーズで初めてのアルバムをリリースする際に「川本真琴 feat. TIGER FAKE FUR」という形で使用され、2016年現在も使用されている。

川本真琴and幽霊
2012年にシングル「川本真琴and幽霊」をリリースする際に使用された名義で、写真家・佐内正史とのユニット。

ミホミホマコト
川本真琴・朝日美穂・もりばやしみほの3人からなるコーラスユニット。

川本真琴withゴロニャンず
2014年に結成した音楽グループで、メンバーは川本真琴（Vo）、三沢洋紀（Gt / 岡林ロックンロール・センター、真夜中ミュージック、LABCRYほか）、植野隆司（Gt / テニスコーツ、真夜中ミュージック）、池上加奈恵（Ba / はこモーフ、真っ黒毛ボックス）、澤部渡（Dr / スカート）の5人。

畳
川本真琴（Vo）、茶谷雅之（Dr / MOST、久土'N'茶谷、ThePOPS）、堀川博史（G / ThePOPS）の3名からなるバンド。

川本真琴ビッグバンド
川本真琴（Vo）、ハラナツコ（A.Sax / biobiopatata、クンクンニコニコ共和国）、チャンケン（Tp / videobrother、ONE TIME BRASS BAND）、小池隼人（Tb / オーライブラス、MORE THE MAN）、山本紗織（Fl / 井手健介と母船）、西田修大（G / 吉田ヨウヘイgroup）、植野隆司（G）、池上加奈恵（B / 団欒）、村野瑞希（Dr / ザ・なつやすみバンド）というホーンセクションを含む9人編成のバンド。

みちこ
豊田道倫とのユニット（川本真琴＋豊田道倫）。

## 来歴

### デビューまで
父はピアノ販売、母がエレクトーンの教師であったこともあり、3歳からピアノを習い始める。短大音楽科のピアノ科へと進み、クラシックを学ぶ。その一方でバンドにも参加してボーカルを務める。短大卒業後に上京、ソニーミュージックSDオーディションでの歌いながら会場を走り回るパフォーマンスがスタッフの目にとまる。

### 1990年代
1996年5月、1枚目のシングル「愛の才能」でメジャーデビュー。川本自身が作詞、岡村靖幸が作曲・編曲・プロデュースを担当した。また、カップリング曲「早退」では川本自身が作詞作曲を手掛け、その後長くタッグを組むこととなる石川鉄男をプロデューサーに迎えた。同年10月、2枚目のシングル「DNA」をリリース。オリコンチャート8位にランクインし、初のトップテン入りを果たす。
1997年3月、3枚目のシングル「1/2」をリリース。週間チャート2位にランクインし、シングルとしては自己最高の80万枚のセールスを記録した。同年6月、1枚目のアルバム『川本真琴』をリリース。 「愛の才能」「DNA」「1/2」のヒット・シングル3枚を収録しており、デビューアルバムながらオリコンチャート初登場1位、さらに100万枚を超えるミリオン・セールスを記録した。同年7月、初ツアー『川本真琴 LIVE 1997 「早退ツアー」』開始。1か月あまりの間に、渋谷公会堂2日間公演を含む日本全国9地点で公演を実施した。同年7月、初の映像作品となるビデオクリップ集『忘れそうだった』をリリース。同年12月、同年7月に行われた『川本真琴 LIVE 1997 「早退ツアー」』の編集映像版となる『LIVE 1997 早退』をリリース。同月に初の写真集『x2』も出版されている。同年12月31日にTBS Aスタジオ・赤坂BLITZで開催された『第39回日本レコード大賞』で、同年6月にリリースした『川本真琴』が「ベストアルバム賞」を受賞した。
1998年4月、4枚目のシングル「桜」をリリース。オリコンチャート2位にランクインした。同年5月、2度目のツアー『川本真琴 "恋してる"ツアー 1998』開始。日本全国23公演を2か月弱の間に実施する過酷な日程だった。この後体調を崩すなどし、しばらくの休養期間に入る。
1999年4月、5枚目のシングル「ピカピカ」をリリース。前シングルから1年の期間があるものの、オリコンチャート5位にランクインするなど、人気の健在ぶりを見せる。同年10月、デザイン集団GROOVISIONSが開発した着せ替えキャラクターchappieのアルバム『NEW CHAPPIE』に楽曲提供するほかコーラスに参加。

### 2000年代
2000年1月、6枚目のシングル「微熱」をリリース。オリコン10位にランクインした。同年4月、7枚目のシングル「FRAGILE」をリリース。プロデューサーに磯野栄太郎（岡村靖幸の変名）を、デビューシングル「愛の才能」以来、およそ4年ぶりに迎え制作された。表題曲は約11分にもおよぶ大作である。またカップリング曲の「トラブルバス」は石川鉄男最後のプロデュースとなった。
2001年3月、8枚目のシングル「ギミーシェルター」をリリース。同時リリースした2枚目のアルバム『gobbledygook』は、デビューアルバムから4年近くの長いインターバルを開けての発表だった。同年10月、作詞を七尾旅人が手掛けた9枚目のシングル「ブロッサム」をリリースする。これがソニー契約最後のシングルとなった。同年11月、3度目のツアー『川本真琴"KING SIZE BEDROOM"TOUR 2001』を開始。日本全国5か所を周るこのツアーの最終公演日である「東京SHIBUYA-AX公演」（2001年12月1日）は、CS放送で日本全国同時生中継された。この日の映像は、11年後の2012年12月にオフィシャル作品としてリリースされた。
2002年3月、クリップ集DVD『ten.cut.plus. clips 1996-2001』リリース。同年、所属事務所を離脱すると同時にソニーとのメジャー契約を解消。プライベートオフィスを設立し、自身で原盤制作を開始。インディーズで活動するミュージシャンと交遊を持ちながら、独自の音楽世界を模索。主に小規模のライヴハウスにゲスト出演し、制作途上の楽曲を発表していくスタイルで音楽制作をすすめるようになる。
2005年、カネボウ化粧品「ALLIE」CMソングとして安西マリアのカヴァー「涙の太陽」を歌唱。
2006年1月、自身のホームページで「川本真琴」名義での音楽活動を終了することを発表。同年7月、朝日美穂・もりばやしみほとユニット「ミホミホマコト」を結成し、アルバムをリリース。本格的に音楽活動を再開させる。同年8月、新たにタイガーフェイクファ名義での最初のシングル「山羊王のテーマ」がハマジムレコーズより発売される。
2009年6月、作詞作曲をフォークシンガーの豊田道倫が手掛けた、映画『あんにょん由実香』の主題歌「ほんとうのはなし」で歌唱を担当。同年10月17日の福井・CHOPでのライブで実妹とのユニット「カワモッツ」を披露する。

### 2010年代
2010年1月6日、以前ライブ会場のみで販売し、川本も参加したヤギOのアルバム『三枚目山羊王』が配信限定でリリース。同年2月19日、3枚目のアルバム『音楽の世界へようこそ』をリリース。「川本真琴 FEAT. TIGER FAKE FUR」名義によるフル・アルバムで、川本真琴名義のセルフ・プロデュース作品としては2001年の『gobbledygook』以来およそ9年ぶりとなる。同年2月24日、初のベストアルバム（シングル集）である『The Complete Singles Collection 1996〜2001』をリリース。同年9月、川本がCMソング「いっぱい食べる君が好き」の歌唱を担当したファンケル「カロリミット」のテレビCMが放映開始。
2011年6月、シングル「フェアリー・チューンズ」をリリース。同年11月16日、交通事故に遭い、入院する。
2012年4月27日、川本が原作、監修を手がけ絵本『とうめいの龍』『ブリキの姫』（作画:井ノ上豪、編集者:斉藤まこと）が2冊同時に刊行される。同年9月、作詞・作曲・演奏・歌のすべてが写真家・佐内正史との共作によるシングル「川本真琴and幽霊」をリリースした。同シングルには、佐内が手掛けた全60ページにおよぶ写真集が付随する。同年12月、CS放送で2001年12月1日に生中継された伝説のライヴを収めた「KING SIZE BEDROOM TOUR」をリリース。Blu-rayのライブ映像1枚と、音源のみの2枚のCDが封入されている。
2013年1月、アイドルユニット、ノースリーブスのシングル「キリギリス人」に、峯岸みなみのソロ曲となるカップリング曲「君に恋をした」を提供。同年3月21日、豊田道倫のソロ名義アルバム『mtv』にゲスト・ミュージシャンとして参加。同年4月、声優・竹達彩奈の1stアルバム「apple symphony」に「春がキミを綺麗にした」を楽曲提供。ミュージックビデオには本人も沖井礼二とともにカメオ出演。同年6月8日、TOKYO FMをキーステーションにJFN全国ネットで生放送された「KIRIN BEER "Good Luck" LIVE」に出演。三輪二郎（Gu）、佐藤優介（Key）との3人によるアコースティック編成で計8曲を演奏した。同年7月20日、北海道岩見沢市で開催された「JOIN ALIVE2013」に出演。6人によるバンド編成で計7曲を演奏した。同年8月11日、千葉市幕張で開催された「SUMMER SONIC2013」に出演。先のJOIN ALIVE 2013と同様のバンドメンバーで計7曲を演奏した。同年10月23日、プロデューサーにmabanuaを迎えた川本真琴ソロ名義となるミニアルバム『願いがかわるまでに』をリリース。同年11月より、東京・名古屋・大阪でのワンマンツアー「風流銀河girl 2」を開催。
2014年1月19日、TBSラジオ『爆笑問題の日曜サンデー』のゲストコーナーに出演。くしくもこの日が、40歳の誕生日であった。同年4月9日、神聖かまってちゃんのシングル「フロントメモリー」のトラック1「フロントメモリー feat. 川本真琴」にゲスト・ミュージシャンとして参加。同年4月26日、美少女戦士セーラームーン THE 20TH ANNIVERSARY MEMORIAL TRIBUTE 7inchアナログ盤のシングル集（6月25日リリース）に参加することを発表。「風も空もきっと…」が両A面シングルに収録される。 同年4月27日、嶽本野ばら「初音ミクの結婚」に楽曲提供、コーラス参加（6月26日リリース）。同年6月23日、ぱいぱいでか美のアルバム「レッツドリーム小学校」に「少年」を楽曲提供（6月25日リリース）。同年6月29日、川本原作の3冊目となる絵本『ぼくね、ほんとうはね。』が刊行。2013年8月福井県で行われた「越のルビー音楽祭」で講演されたもの。絵柄にサンドアートパフォーマンスグループ「SILT」のサンドアートが使用されている。同年7月1日、川本真琴が歌唱を担当したサントリーフーズ「リゲインエナジードリンク」のテレビCMが放映開始。 同年7月4日、地上波のテレビとしては13年ぶりとなるフジテレビ『僕らの音楽』に出演、デビュー曲「愛の才能」を演奏した。同年7月7日、新宿ロフト主催のライブイベント「新宿ロフト presents 乙女の事情」において、大森靖子とのツーマンライブが行われた。同年7月16日、1stアルバム『川本真琴』2ndアルバム『gobbledygook』が最新リマスタリングで再発売された。初回版には楽曲ごとに川本真琴が綴った書き下ろしエッセイが付属する。同年夏、横浜で新バンド「川本真琴withゴロニャンず」を結成。同年12月5日、東京・渋谷CLUB QUATTROにて、この年唯一のワンマンライブ「川本真琴ワンマンライブ2014『復活バビロン王国』」を開催。同年12月15日、「川本真琴withゴロニャンず」のデビューシングルとなるアナログ7inch盤「ミュージック・ピンク」を、雷音レコードとなりすレコードのコラボリリース第2弾アイテムとして発売。表題曲「ミュージック・ピンク」は作詞を川本、作曲を三沢が手がけ、B面にはゴロニャンず流のクリスマスソング「聖クリスマスだよ〜ゴロニャンず！」を収録。ジャケットイラストはレーベル設立者であるマンガ家・本秀康によるもの。
2015年8月30日、マイコプラズマ肺炎を発症していたことを公表。
2016年11月23日、デビュー20周年を記念して初のセルフカバーアルバム『ふとしたことです』をリリース。
2017年、4月から5月にかけてライブツアー『惑星』を開催。
2018年2月8日、川本真琴×ヒロネちゃんツーマンライブ『秘め事、秘め音』（北参道ストロボカフェ）が行われた。グランドピアノでのライブで、川本真琴は葛岡みちとのダブルピアノで出演。セットリスト（川本真琴）：1.愛の才能/2.fish/3.オクトパスシアター/4.gradation/5.ドーナツのリング/6.焼きそばパン/7.明るい窓（池間由布子cover）/8.願いがかわるまでに/9.ふとしたことです/（en.）（両曲とも川本真琴＆mekakusheのコラボ）：1.オリジナル連弾「うさぎ」（ふたりで作ったインスト曲）/2.プラネットボーイ。
2019年8月7日、ニューヨークにおけるレコーディングを経て4枚目のアルバム『新しい友達』が発売された。発売前日にはdisk union 新宿とdu cafe 新宿でリリースイベントが開かれた。du cafe 新宿では本人がDJを行い、20才の時に制作したデモテープの内容を説明しながら公開した。

## ディスコグラフィー

### シングル・ミニアルバム
|              | 発売日         | タイトル                          | 名義                         | 規格               | 規格品番   | レーベル                       | オリコン最高位 | 備考 |
| メジャー     | メジャー       | メジャー                          | メジャー                     | メジャー           | メジャー   | メジャー                       | メジャー       | メジャー |
| ------------ | -------------- | --------------------------------- | ---------------------------- | ------------------ | ---------- | ------------------------------ | -------------- | --- |
| 1st          | 1996年5月2日   | 愛の才能                          | 川本真琴                     | 8 cmCD             | SRDL-4178  | ソニー・ミュージックレコーズ   | 17位           | |
| 2nd          | 1996年10月2日  | DNA                               | 川本真琴                     | 8cmCD              | SRDL-4259  | ソニー・ミュージックレコーズ   | 8位            | |
| 3rd          | 1997年3月21日  | 1/2                               | 川本真琴                     | 8cmCD              | SRDL-4347  | ソニー・ミュージックレコーズ   | 2位            | |
| 4th          | 1998年4月1日   | 桜                                | 川本真琴                     | 8cmCD              | SRDL-4498  | ソニー・ミュージックレコーズ   | 2位            | |
| 5th          | 1999年4月1日   | ピカピカ                          | 川本真琴                     | 8cmCD              | AIDT-5034  | SMEJ                           | 5位            | |
| 6th          | 2000年1月21日  | 微熱                              | 川本真琴                     | 12cmCD             | AICT-1144  | SMEJ                           | 10位           | |
| 7th          | 2000年4月26日  | FRAGILE                           | 川本真琴                     | 12cmCD             | AICT-1220  | SMEJ                           | 16位           | |
| 8th          | 2001年3月3日   | ギミーシェルター                  | 川本真琴                     | 12cmCD             | ARCJ-162   | アンティノスレコード           | 50位           | |
| 9th          | 2001年10月31日 | ブロッサム                        | 川本真琴                     | 12cmCD             | ARCL-205   | アンティノスレコード           | 33位           | |
| 9th          | 2002年7月1日   | ブロッサム                        | 川本真琴                     | 12cmCD             | ESCL9046   | エピックレコードジャパン       | 33位           | |
| インディーズ |                |                                   |                              |                    |            |                                |                | |
| 10th         | 2006年7月5日   | ミホミホマコト                    | ミホミホマコト               | CD+DVD             | AZZL-10001 | Aer-born                       |                | もりばやしみほ、朝日美穂、川本真琴によるコーラス・ユニット、ミホミホマコトのミニ・アルバム。 |
| 11th         | 2006年8月9日   | 山羊王のテーマ                    | タイガーフェイクファ         | 12cmCD             | HMRC-002   | ハマジムレコーズ               |                | |
| 12th         | 2011年6月22日  | フェアリー・チューンズ            | 川本真琴 feat.Tiger Fake Fur | CD+DVD             | MYRD-22/23 | MY BEST! RECORDS               |                | |
| 13th         | 2012年9月26日  | 川本真琴and幽霊                   | 川本真琴 and 幽霊            | 12cmCD+写真集      | MYRD-39    | MY BEST! RECORDS               |                | |
| 14th         | 2013年10月23日 | 願いがかわるまでに                | 川本真琴                     | 12cmCD             | MYRD-53    | MY BEST! RECORDS               | 80位           | |
| 15th         | 2013年12月24日 | Remix                             | 川本真琴                     | 配信               |            | MY BEST! RECORDS               |                | リミックス盤。 |
| 15th         | 2016年9月7日   | Remix                             | 川本真琴                     | 10インチアナログ盤 | MYRD-97    | MY BEST! RECORDS               | 50位           | リミックス盤。 |
| 16th         | 2014年12月15日 | ミュージック・ピンク              | 川本真琴 with ゴロニャンず   | 7インチアナログ盤  | RHNS-702   | MY BEST! RECORDS               |                | 川本真琴withゴロニャンずのデビュー・アルバム。 |
| 17th         | 2016年3月3日   | ホラーすぎる彼女です              | 川本真琴                     | 配信               |            | MY BEST! RECORDS               |                | |
| 17th         | 2016年8月10日  | ホラーすぎる彼女です              | 川本真琴                     | 7インチアナログ盤  | MYRD-96    | MY BEST! RECORDS               |                | 歌詞違いの同曲をAB面に振り分けたレア仕様。 |
| 18th         | 2019年8月7日   | 新しい友達II                      | 川本真琴                     | 7インチアナログ盤  | MYRD131    | MY BEST! RECORDS               |                | |
| 19th         | 2023年6月21日  | universe C/W Savannah             | 川本真琴                     | 7インチアナログ盤  | MYRD153    | MY BEST! RECORDS               |                | 「universe」は、アルバム「ひかり」収録されてるバージョンとは異なるミックスで収録。カップリングの「Savannah」は、2012年に川本真琴 and 幽霊名義で発表された「Develop」の、演奏・録音・ミックスまで全て川本自身が行った初期バージョンが収録。 |
| メジャー     |                |                                   |                              |                    |            |                                |                | |
| 20th         | 2024年8月28日  | Superstar（feat.スカート）        | 川本真琴                     | 配信               |            | ソニー・ミュージックレーベルズ |                | |
| 21st         | 2024年11月6日  | きいていて（feat.の子＆スカート） | 川本真琴                     | 配信               |            | ソニー・ミュージックレーベルズ |                | |

### アルバム
|              | 発売日        | タイトル                 | 名義                         | 規格           | 規格品番   | レーベル                     | オリコン最高位 | 備考                                         |
| メジャー     | メジャー      | メジャー                 | メジャー                     | メジャー       | メジャー   | メジャー                     | メジャー       | メジャー                                     |
| ------------ | ------------- | ------------------------ | ---------------------------- | -------------- | ---------- | ---------------------------- | -------------- | -------------------------------------------- |
| 1st          | 1997年6月25日 | 川本真琴                 | 川本真琴                     | CD             | SRCL-3946  | ソニー・ミュージックレコーズ | 1位            |                                              |
| 1st          | 2014年7月16日 | 川本真琴                 | 川本真琴                     | Blu-spec CD2   | MHCL-30237 | GT music                     |                | 本人監修のもとリマスタリングを施して復刻。   |
| 2nd          | 2001年3月3日  | gobbledygook             | 川本真琴                     | CD             | ARCJ-167   | アンティノスレコード         | 13位           |                                              |
| 2nd          | 2002年7月1日  | gobbledygook             | 川本真琴                     | CD             | ESCL-9045  | エピックレコードジャパン     | 13位           |                                              |
| 2nd          | 2014年7月16日 | gobbledygook             | 川本真琴                     | Blu-spec CD2   | MHCL-30246 | GT music                     |                | 本人監修のもとリマスタリングを施して復刻。   |
| インディーズ |               |                          |                              |                |            |                              |                |                                              |
| 3rd          | 2010年2月19日 | 音楽の世界へようこそ     | 川本真琴 feat.Tiger Fake Fur | CD             | MYRD-7     | MY BEST! RECORDS             |                |                                              |
| 3rd          | 2016年11月9日 | 音楽の世界へようこそ     | 川本真琴 feat.Tiger Fake Fur | LPレコード     | MYRD-98    | MY BEST! RECORDS             |                | LP化にあたり新たに中村宗一郎がマスタリング。 |
| -            | 2016年8月10日 | 川本真琴withゴロニャンず | 川本真琴 with ゴロニャンず   | CD             | MYRD-100   | MY BEST! RECORDS             | 79位           |                                              |
| 4th          | 2019年8月7日  | 新しい友達               | 川本真琴                     | CD             | MYRD130X   | MY BEST! RECORDS             |                |                                              |
| 4th          | 2019年8月7日  | 新しい友達               | 川本真琴                     | CD             | MYRD130    | MY BEST! RECORDS             |                |                                              |
| 4th          | 2019年8月21日 | 新しい友達               | 川本真琴                     | LPレコード     | MYRD132    | MY BEST! RECORDS             |                |                                              |
| -            | 2019年8月21日 | 18才                     | 川本真琴                     | カセットテープ | MYRD133    | MY BEST! RECORDS             |                |                                              |
| -            | 2020年2月5日  | No.1 Hippie Power        | 川本和代（川本真琴）         | カセットテープ | MYRD135    | MY BEST! RECORDS             |                | ソニー・デビュー前1994年のデモ音源。         |
| -            | 2022年1月19日 | No.1 Hippie Power        | 川本和代（川本真琴）         | CD             | MYRD146    | MY BEST! RECORDS             |                | ソニー・デビュー前1994年のデモ音源。         |
| 5th          | 2023年7月19日 | ひかり                   | 川本真琴                     | CD             | MYRD154    | MY BEST! RECORDS             |                |                                              |
| 5th          | 2023年8月23日 | ひかり                   | 川本真琴                     | LPレコード     | MYRD155    | MY BEST! RECORDS             |                |                                              |
| 5th          | 2023年8月23日 | ひかり                   | 川本真琴                     | カセットテープ | MYRD156    | MY BEST! RECORDS             |                |                                              |

### ベスト・アルバム
|          | 発売日        | タイトル                                   | 規格     | 規格品番   | レーベル | オリコン最高位 | 備考                                                 |
| メジャー | メジャー      | メジャー                                   | メジャー | メジャー   | メジャー | メジャー       | メジャー                                             |
| -------- | ------------- | ------------------------------------------ | -------- | ---------- | -------- | -------------- | ---------------------------------------------------- |
| 1st      | 2010年2月24日 | The Complete Singles Collection 1996〜2001 | CD       | MHCL-20090 | GT music | 26位           | デビュー前にお蔵入りした名義であるLupinoの作品も収録 |

### ライブ・アルバム
|          | 発売日         | タイトル               | 規格          | 規格品番 | レーベル          | オリコン最高位 | 備考     |
| メジャー | メジャー       | メジャー               | メジャー      | メジャー | メジャー          | メジャー       | メジャー |
| -------- | -------------- | ---------------------- | ------------- | -------- | ----------------- | -------------- | -------- |
| 1st      | 2012年12月19日 | KING SIZE BEDROOM TOUR | 2CD & Blu-ray | MHXL-14  | Sony Music Direct |                |          |

### セルフカバー・アルバム
|          | 発売日         | タイトル         | 規格     | 規格品番   | レーベル       | オリコン最高位 | 備考                     |
| メジャー | メジャー       | メジャー         | メジャー | メジャー   | メジャー       | メジャー       | メジャー                 |
| -------- | -------------- | ---------------- | -------- | ---------- | -------------- | -------------- | ------------------------ |
| 1st      | 2016年11月23日 | ふとしたことです | CD       | COCP-39770 | 日本コロムビア | 93位           | ピアノ弾き語りアルバム。 |

### イベント会場限定CD
| 発売日         | タイトル   | 規格     | 規格品番 | レーベル | オリコン最高位 | 備考 |          |
| 自主制作       | 自主制作   | 自主制作 | 自主制作 | 自主制作 | 自主制作       | 自主制作 | 自主制作 |
| -------------- | ---------- | -------- | -------- | -------- | -------------- | --- | -------- |
| 2018年10月28日 | MK Bootleg | CD-R     | -        | 自主制作 | -              | イベント『Alegre Special 2018 -6th Anniversary-』の物販で30枚限定で販売された2018年のライブに関する公式ブートレグ。 商業流通が想定されていないPA録音音源が収録されている。 |          |

### 未音源化楽曲
- 涙の太陽 (2005年)

（作詞:湯川れい子 作曲:中島安敏）
1973年に発表された安西マリアのヒット曲（エミー・ジャクソンのカヴァー曲でもある）のカヴァー。この曲は活動休止中の最中に、山田優出演のカネボウ化粧品「ALLIE」のCMソングとしてオンエアされていた。ミホミホマコト、タイガーフェイクファとしてのちに活動を再開するも、2016年現在でもこの楽曲は音源化されていない。

### 楽曲提供
- Chappie「Happyending Soulwriter's Council Band 」（1999年10月10日）
  - （作詞：pal@pop 作曲：川本真琴 編曲：pal@pop、川本真琴）
  - 「Welcoming Morning」（1999年3月3日）では、ウィスパーボイスとして参加。
- ノースリーブス「君に恋をした」（2013年1月16日）
  - シングル「キリギリス人」に収録された峯岸みなみのソロ曲となる楽曲「君に恋をした」を楽曲提供。
- 竹達彩奈「春がキミを綺麗にした」「G.I.W.」（2013年4月10日）
  - 1stアルバム「apple symphony」の収録曲「春がキミを綺麗にした」「G.I.W.」の2曲を楽曲提供。
- ぱいぱいでか美「少年」（2014年6月25日）
  - 1stアルバム「レッツドリーム小学校」の収録曲「少年」を楽曲提供[注釈 9]。
- YUKI「転校生になれたら」（2019年2月6日）
  - アルバム「forme」に収録。
- 伊藤美来「青100色」（2022年4月6日）
  - テレビアニメ『古見さんは、コミュ症です。』第2期オープニングテーマ[40]。

### 参加作品
- SPARKS GO GO「気分でいこう」（1998年3月1日） - シングル「八月の夢」B面
  - バックグラウンド・ヴォーカルとして参加。
- 三輪二郎「家出っ娘」（2010年6月2日） - アルバム「レモンサワー」収録
  - コーラスとして参加。PVにも出演[41]。
- 豊田道倫「The End Of The Tour」（2013年3月21日） - ソロ名義アルバム「mtv」収録
  - ゲスト・ミュージシャンとして参加。
- 神聖かまってちゃん「フロントメモリー feat. 川本真琴」（2014年4月9日） - シングル「フロントメモリー」収録
  - メインボーカルで参加[42]。
- 美少女戦士セーラームーン 「風も空もきっと…」（2014年1月29日） - トリビュートアルバム「美少女戦士セーラームーン THE 20TH ANNIVERSARY MEMORIAL TRIBUTE」収録
  - シンガーとして参加[43]。
- 嶽本野ばら「juria」（2014年6月26日） - アルバム「初音ミクの結婚」収録
  - 作曲、コーラスとして参加[44]。
- カーネーション「いつかここで会いましょう」（2016年7月13日） - アルバム「Multimodal Sentiment」収録
  - ゲストボーカルとして参加[45]。
- ニイマリコ「A.N.G.E.L feat. 川本真琴」（2021年12月1日） - アルバム「The Parallax View」収録
  - ゲストボーカルとして参加[46]。
- カブトムシ「Q feat. 川本真琴」（2024年2月28日） - アルバム「飛来者」収録
  - ゲストボーカルとして参加[47]。
- 豊田道倫 & His band!「A子B子C子D子」（2024年4月10日） - シングル「viva! Rock and Roll / A子B子C子D子」収録
  - コーラスとして参加[48]。
- 松永天馬「君とフランベ feat.川本真琴」（2024年5月3日）
  - 作曲、ボーカルで参加[49]。

### 映像作品
|                  | 発売日         | タイトル                      | 規格          | 規格品番  | レーベル                     | オリコン最高位 |
| ---------------- | -------------- | ----------------------------- | ------------- | --------- | ---------------------------- | -------------- |
| ビデオクリップ集 | 1997年7月21日  | 忘れそうだった                | VHS           | SRVM-5577 | ソニー・ミュージックレコーズ |                |
| ライブビデオ     | 1997年12月12日 | LIVE 1997 早退                | VHS           | SRVM-5605 | ソニー・ミュージックレコーズ |                |
| ライブビデオ     | 1997年12月12日 | LIVE 1997 早退                | LD            | SRLM-5605 | ソニー・ミュージックレコーズ |                |
| ライブビデオ     | 2000年7月5日   | LIVE 1997 早退                | DVD           | AIBT9003  | SMEJ                         |                |
| ビデオクリップ集 | 2002年3月6日   | ten.cut.plus. clips 1996-2001 | DVD           | ARBL-2021 | アンティノスレコード         | 45位           |
| ビデオクリップ集 | 2002年7月1日   | ten.cut.plus. clips 1996-2001 | DVD           | ESBL-9047 | エピックレコードジャパン     | 45位           |
| ライブビデオ     | 2012年12月19日 | KING SIZE BEDROOM TOUR        | Blu-ray & 2CD | MHXL-14   | Sony Music Direct            |                |

#### 自主制作映画
「短編part1」 、「短編part2」
- 監督:川本真琴
- シングルフェアリー・チューンズ収録のDVD「おもいでmovies」の1話と9話。

デビュー20周年記念 短編映画
- 第一章
- 第二章「 E カラス」
- 第三章「君の為に雨は降る」
- 第四章「おじぞうさん」
- 第五章「98％バンド宣言、とは私にとっては2%の生きる宣言。」
- 第六章「98％バンド宣言、とは私にとっては2%の生きる宣言。」第2話
- 第七章「98％バンド宣言、とは私にとっては2%の生きる宣言。」第3話
- 第八章「98％バンド宣言、とは私にとっては2%の生きる宣言。」最終話
- 第九章
- 第十章（最終章）

## 出版物

### 写真集
| 発売日         | 題名                   | 作者             | 出版社       |
| -------------- | ---------------------- | ---------------- | ------------ |
| 1997年12月25日 | 「x2 川本真琴 写真集」 | 発行者：横内正昭 | ワニブックス |

### 絵本
| 発売日        | 題名                   | 作者                      | 出版社                             |
| ------------- | ---------------------- | ------------------------- | ---------------------------------- |
| 2012年4月27日 | とうめいの龍           | 作：川本真琴 絵：井ノ上豪 | プレビジョン                       |
| 2012年4月27日 | ブリキの姫             | 作：川本真琴 絵：井ノ上豪 | プレビジョン                       |
| 2012年6月29日 | ぼくね、ほんとうはね。 | 作：川本真琴 絵：SILT     | 株式会社ウララコミュニケーションズ |

## タイアップ
| 起用年 | 楽曲                                          | タイアップ                                                           |
| ------ | --------------------------------------------- | -------------------------------------------------------------------- |
| 1996年 | 愛の才能                                      | TBS「COUNT DOWN TV」エンディングテーマ                               |
| 1996年 | DNA                                           | フジテレビ「HEY!HEY!HEY! MUSIC CHAMP」エンディングテーマ             |
| 1997年 | 1/2                                           | フジテレビ アニメ「るろうに剣心 -明治剣客浪漫譚-」オープニングテーマ |
| 2000年 | 微熱                                          | TBS テレビドラマ「恋の神様」主題歌                                   |
| 2001年 | ギミーシェルター                              | マンパワーグループ「マンパワー・ジャパン」CMソング                   |
| 2005年 | 涙の太陽                                      | カネボウ化粧品「ALLIE」CMソング                                      |
| 2010年 | いっぱい食べる君が好き （Song For Boys ver.） | ファンケル「カロリミット」CMソング                                   |
| 2014年 | 勇気のしるし （2014 CM ver.）                 | サントリーフーズ「リゲイン・エナジードリンク」CMソング               |

## コンサート・ツアー

### ワンマン
- 1stツアー・川本真琴 LIVE 1997 「早退ツアー」（1997年7月 - ）
- 2ndツアー・川本真琴 "恋してる"ツアー 1998（1998年5月 - ）
- 3rdツアー・川本真琴"KING SIZE BEDROOM"TOUR 2001（2001年11月 - ）
- 風流銀河girl 〜ワンマン2公演〜（2012年8月5日「東京」8日「大阪」）
- 風流銀河girl 2 〜ワンマン3公演〜（2013年11月2日「名古屋」4日「大阪」9日「東京」）
- ワンマンライブ「川本真琴ワンマンライブ2014『復活バビロン王国』」（2014年12月5日、東京・渋谷CLUB QUATTRO）
- ライブツアー「惑星」（2017年4月 - 5月）